# Visitara
Visitara là một chi bướm đêm thuộc họ Geometridae.